# Josef Keller (Pfarrer)
Josef Keller (* 29. März 1910 in Singen (Hohentwiel); † 6. Februar 2000 in Geisingen) war ein deutscher römisch-katholischer Pfarrer, Linguist und Heimatforscher. Beachtung erwarb er sich zudem als Paläontologe, Geologe und Botaniker.

## Leben und Wirken
Josef Keller legte sein Abitur am Suso-Gymnasium in Konstanz ab, wo er sich bereits alt- und neusprachliche Kenntnisse aneignete. Er studierte Philosophie und Theologie an der Universität Freiburg und wurde am 31. März 1935 zum Priester geweiht. Nach Stationen in Sigmaringen, Bad Dürrheim, Heidelberg-Neuenheim, Waldshut-Tiengen und Überlingen übernahm er am 4. September 1946 die Pfarrei Ippingen, die er bis 1997 leitete.
In seiner Tätigkeit als Seelsorger prägte er die Gemeinde durch Renovierungen der Kirche, die Einführung neuer Glocken und vielfältige kulturelle und religiöse Aktivitäten. Neben seiner seelsorgerischen Tätigkeit engagierte er sich als Lehrer und war als Beichtvater sowie als Vertreter erkrankter Kollegen geschätzt.

## Leistungen als Gelehrter
Pfarrer Keller war ein Universalgelehrter, der in über 25 Sprachen bewandert war. Als Augustinus-Forscher am Vetus-Latina-Institut in Beuron trug er Belege für Zitate des Kirchenvaters zusammen. Seine kirchenmusikalische Sammeltätigkeit erbrachte Übersetzungen des Liedes „Stille Nacht, heilige Nacht“ in über 230 Sprachen.
Neben seiner sprachwissenschaftlichen Arbeit widmete er sich der Paläontologie und Geologie und sammelte Fossilien und mineralische Raritäten wie Trilobiten, Korallen, Pflanzenfossilien und vieles mehr. Sein Pfarrhaus in Ippingen, auch „Museumskeller“ genannt, beherbergte eine umfangreiche Sammlung fossiler Funde, die international Beachtung fand. Er betrachtete seine naturwissenschaftlichen Sammlungen als Teil der Schöpfungsgeschichte.
Auch als Botaniker war er renommiert, insbesondere für seine Kenntnisse heimischer Orchideen. Er hat etwa 30 Orchideen-Arten ausfindig gemacht. Zahlreiche Exkursionen mit Studenten und Botanikern sowie Lichtbildvorträge prägten seinen Ruf als Naturkenner. Als Historiker und Heimatforscher trug er entscheidend zur Erforschung der Geschichte von Ippingen und des Benediktinerklosters Amtenhausen bei, indem er alte Urkunden und Dokumente übersetzte.

## Ökumene und Engagement
Josef Keller setzte sich für die Überwindung religiöser Gräben ein. Seine Bemühungen trugen zur Versöhnung zwischen der katholischen Gemeinde von Ippingen und der evangelischen Gemeinde Öfingen bei, die seit der Reformation getrennt waren. Darüber hinaus hielt er Gottesdienste für italienische Gastarbeiter in Donaueschingen ab und engagierte sich in der Heimatforschung.

## Ehrungen
Josef Keller erhielt am 29. März 1983 das Bundesverdienstkreuz am Bande. Die Auszeichnung würdigte seinen Einsatz als Priester, Gelehrter und Brückenbauer zwischen verschiedenen Kulturen und Disziplinen. Am gleichen Tag wurde er auch Ehrenbürger der Gemeinde Immendingen.
Sein ehemaliges Pfarrhaus in Ippingen, das er von 1946 bis 1997 bewohnte und das aufgrund seiner umfangreichen Fossiliensammlung auch „Museumskeller“ genannt wurde, wurde 2007 umfassend saniert. Heute dient es als Gemeindezentrum und beherbergt Gedenkräume zu Ehren Josef Kellers.
Im September 2024 wurde eine neu entdeckte Ammonitenart nach Josef Keller benannt: Suevisphinctes josefkelleri. Der Paläontologe Armin Scherzinger, der den Fund in der Nähe von Liptingen machte, ehrte damit Kellers Verdienste in der Paläontologie.